# Barbara Brehm
Barbara Brehm (* 11. März 1966 in Nürnberg) ist eine ehemalige deutsche Basketballspielerin.

## Werdegang
Brehm war im August 1984 Teilnehmerin der Junioren-Europameisterschaft in Toledo. In der Saison 1985/86 gehörte die 1,92 Meter große Innenspielerin in den Vereinigten Staaten der Basketballhochschulauswahl der Portland State University an.
Zwischen Juli 1985 und August 1986 bestritt Brehm neun A-Länderspiele. In der Bundesliga spielte Brehm bei DJK Don Bosco Bamberg.